# Toona
Genre
Classification phylogénétique

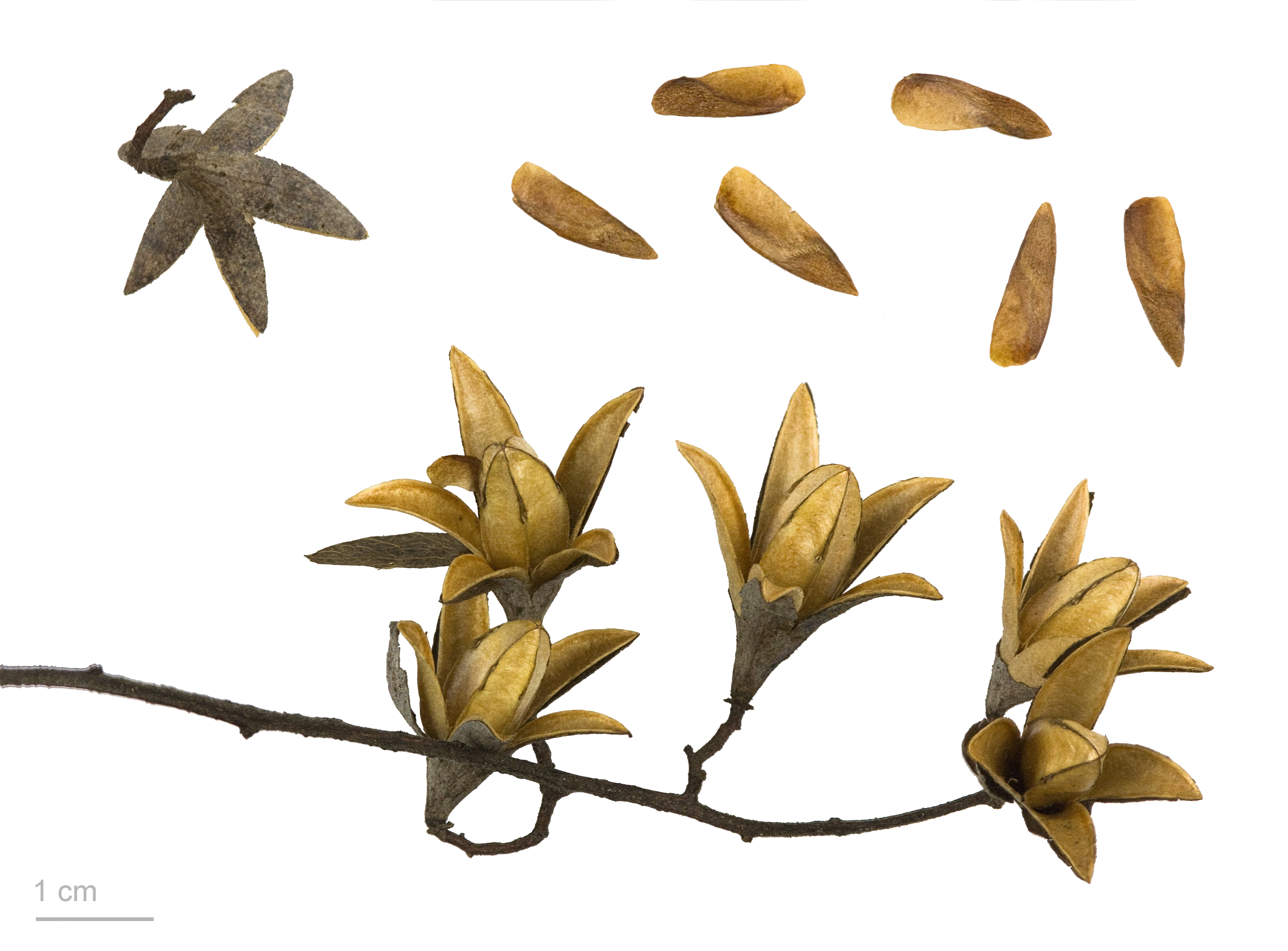
Toona sinensis - Muséum de Toulouse.

Toona est un genre de la famille des Meliaceae, proche du genre Cedrela, qui comprend cinq espèces d'arbres originaires de l'est de la Chine du sud de l'Inde, du sud-est de l'Asie et du nord de l'Australie.
- Toona calantas Merr. & Rolfe - Cèdrèle des Philippines
- Toona ciliata M.Roem. - Cèdre rouge d'Australie (synonyme : Toona australis)
- Toona febrifuga M.Roem. - Cèdrèle du Vietnam
- Toona sinensis (A.Juss.) M.Roem. - Acajou de Chine (ou Cèdrèle de Chine)
- Toona sureni (Blume) Merr. - Cèdrèle d'Indonésie